# 고한생활체육공원
고한생활체육공원(古汗生活體育公園, Gohan Sports Park)은 대한민국 강원특별자치도 정선군에 있는 스포츠 시설이다. 인조잔디 필드와 우레탄 트랙이 갖춰져 있는 경기장이며, 2004년 7월에 준공되었다.

## 참고 문헌
- “고한생활체육공원”. 정선군시설관리공단.
- 《2019년 전국 공공체육시설 현황 (2018년말 기준)》. 대한민국 문화체육관광부. 2020.
- 《2023 전국 공공체육시설 현황 (2022년 12월말 기준)》. 대한민국 문화체육관광부. 2024.